# ダービーステークス
ダービーステークス（Derby Stakes）は、イギリスのエプソム競馬場（芝、1マイル4ハロン6ヤード、約2420メートル）で行われる競馬の競走である。
他国のダービーと区別するために、欧米では会場の競馬場にちなみ、特にエプソムダービー（Epsom Derby）という呼称も多く見られる。日本のメディア、特にテレビなどではイギリスダービー、英ダービーと呼ばれることもある。
1776年にイギリス最古のクラシック競走・セントレジャーステークスの盛大さを見たダービー伯爵エドワード・スミス=スタンリーとイギリスジョッキークラブ会長のチャールズ・バンベリー準男爵、そしてスタンリーの義叔父であるジョン・バーゴイン将軍の3人によって、1779年に創設されていたオークスステークスの牡馬版として創設された。

## 概要
この競馬競走名の由来については、1780年に創始者のダービー伯爵とバンベリー準男爵の間でいずれの名を冠するかをコイントスによって決定したとの逸話がある。ダービー伯爵は創始者のバンベリー準男爵を記念して付けたかったがバンベリー準男爵は片田舎のレースに自分の名を冠されることをよしとせず、双方譲り合ったために最後はくじで決めることになったという。
出走条件は3歳限定で、繁殖馬の選定のために行われるので騸馬の出走はできない（かつては出走できた時期があったが、優勝したことはない）。1歳時に出走登録を済ませていない馬は、追加登録料を支払わないと出走できない。ダービートライアルステークスなど本競走の試走的な位置付けの競走も存在するが、日本の中央競馬のトライアル競走のようなそれらの競走での上位入線による優先出走権はない。
距離は創設から3年間は1マイルの直線コースで行われ2代目・3代目・現在のコースになると1マイル4ハロン（約2400メートル）に延長されたが1991年に計測された結果、10ヤード程度ほど長いことが判明した。尚、現在の伝統のあるダービーコースは1872年から施行される様になった4代目のコースにあたる。1969年から1994年までは6月の第1水曜日に開催され、以降は6月の第1土曜日に開催されている。
なおウィンストン・チャーチル（第61・63代イギリス首相）が「ダービー馬のオーナーになることは一国の宰相になることより難しい」と述べたというエピソードがあるが、これは後世の創作であることが確認されている。しかし、それは巷間では今なお広く信じられており、ダービーに勝つことの難しさとその名誉を物語っている。なおイギリスでは第5代ローズベリー伯爵アーチボルド・プリムローズが実際に首相在任期間中に2頭のダービー馬のオーナーになったことがあるが、そのことを自慢するスピーチを行ったところ首相の地位と競馬の一競走の優勝馬の所有者の地位を同列に扱ったことを不見識と非難された。
現在、世界各国で本競走を模範としてダービーの名を冠した競走が開催されている。詳しくはダービー (競馬)を参照。

## 歴史

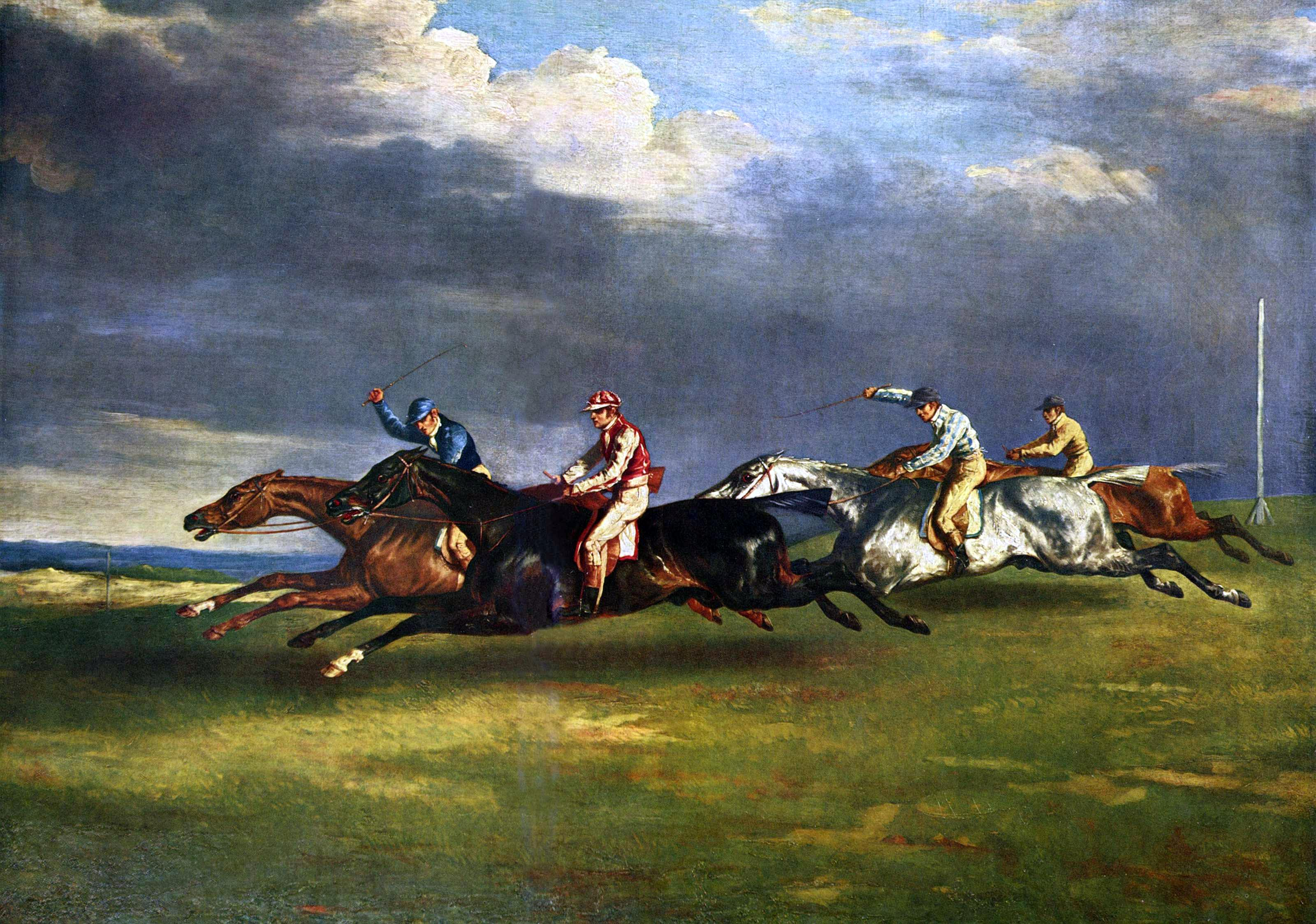
1821年のダービーステークス（テオドール・ジェリコー『エプソムの競馬』）

- 1780年 創設、優勝馬はバンベリー卿の所有馬・ダイオメド（Diomed）で1065ポンド15シリングの賞金を獲得
- 1787年 サーピーターティーズル（Sir Peter Teazle）がダービー卿の所有馬として初めて優勝
- 1797年 馬名未登録馬が優勝
- 1784年 施行距離を1マイルから1マイル4ハロンに延長（2代目ダービーコース）
- 1828年 キャドランド（Cadland）とザカーネル（The Colonel）が1着同着、後日に決勝レースを施行しキャドランドが勝利
- 1844年 ランニングレイン事件。1着入線のランニングレイン（Running Rein）が、実は別の4歳馬が替え玉として出走していたことが発覚し失格、2着馬のオーランド（Orlando）が繰上げ優勝。このほかこの競走ではもう1件出走馬の替え玉があったこと、1番人気・2番人気が2頭とも八百長により故意に敗れていたことが露見した[4]。
- 1846年 競走タイムの計測を施行
- 1848年 施行コースを変更する（3代目ダービーコース）
- 1872年 施行距離を1マイル4ハロン29ヤードに延長（現在のコース）
- 1884年 ハーヴェスター（Harvester）とセントガティエン（St Gatien）がダービー史上初の同着優勝
- 1901年 競走タイムの計測を1秒表示から1/5秒表示に変更
- 1909年 イギリス国王・エドワード7世の所有馬・ミノル（Minoru）が優勝

- 1913年
  - 「確定（all right）」サインが出た後に異議が申し立てられ、審議の結果、1番人気で1位で入線した馬が失格となり、単勝101倍の馬が繰り上がり優勝となった[注 2]。既に当初の発表に基づく優勝の馬券の払い戻しを始めていたブックメーカーもいた。これ以降、イギリスの競馬界は「確定」の用語を使わなくなった[5][6][7]。
  - 競走中、婦人参政権活動家の女性エミリー・デイヴィソン[注 3]が最終コーナー付近に侵入し、ちょうど走って来たイギリス国王・ジョージ5世の所有馬・アンマー（Anmer）の手綱を掴もうとして衝突し転倒。騎手のハーバート・ジョーンズは落馬して肋骨骨折の重傷、アンマーは空馬のままゴールに入線した。地面に叩きつけられたデイヴィソンは意識不明で病院に運ばれ、4日後に頭蓋骨骨折で死亡した[5][8][注 4]。
  - 3位入線のデイコメットが審判に見逃され着外となった[要出典]。
  - 上記により、4位ルヴォア、5位グレートスポーツもそれぞれ2着、3着とされた[要出典]。
- 1915年 - 1918年 第一次世界大戦によりニューマーケット競馬場でニューダービー（New Derby Stakes）の名称で施行距離1マイル4ハロンにて代替開催
- 1921年 施行距離を1マイル4ハロンに短縮
- 1927年 この年よりラジオ中継始まる。この時が世界初の競馬のラジオ中継となる
- 1934年 施行距離を1マイル4ハロン5ヤードに延長
- 1938年 施行距離を1マイル4ハロンに短縮
- 1940年 - 1945年 第二次世界大戦によりニューマーケット競馬場で代替開催
- 1961年 競走タイムの計測を1/5秒表示から1/10秒表示に変更
- 1964年 競走タイムの計測を1/10秒表示から1/100秒表示に変更
- 1991年 施行距離を実計測、1マイル4ハロン10ヤードと判明し表記を変更
- 2017年 コース計測方法の改正により再計測を行い、1マイル4ハロン6ヤードに変更[9]
- 2020年 新型コロナウイルス感染拡大の影響で7月に順延開催
- 2021年 イギリスのオンライン中古車販売プラットフォーム「Cazoo」がスポンサーとなる[10]。
- 2023年 動物愛護団体の関係者が馬場に進入。計画的な犯罪行為に関与したとして31人が逮捕される[11]。

### 歴代スポンサー
- 1984年 - 1994年 エバレディ（Ever Ready）[10]
- 1995年 - 2008年 ボーダフォン（Vodafone）[10]
- 2009年 - 2020年 インベステック（Investec）[12]
- 2021年・2022年 カズー（Cazoo）[10]
- 2023年 - ベットフレッド（Betfred）[13]

### 歴代優勝馬
| 回数    | 施行日        | 調教国・優勝馬      | 性齢 | タイム   | 優勝騎手         | 管理調教師           | 馬主                                                                   |
| ------- | ------------- | ------------------- | ---- | -------- | ---------------- | -------------------- | ---------------------------------------------------------------------- |
| 第1回   | 1780年5月4日  | Diomed              | 牡3  |          | S.Arnull         |                      | サー・チャールズ・バンベリー en                                        |
| 第2回   | 1781年5月24日 | Young Eclipse       | 牡3  |          | C.Hindley        |                      | デニス・オケリー                                                       |
| 第3回   | 1782年5月9日  | Assassin            | 牡3  |          | S.Arnull         | F.Neale              | 第3代エグレモント伯爵 en                                               |
| 第4回   | 1783年5月29日 | Saltram             | 牡3  |          | C.Hindley        | F.Neale              | J.Parker                                                               |
| 第5回   | 1784年5月20日 | Serjeant            | 牡3  |          | J.Arnull         |                      | C.Khan                                                                 |
| 第6回   | 1785年5月5日  | Aimwell             | 牡3  |          | C.Hindley        | J.Pratt              | T.Panton                                                               |
| 第7回   | 1786年5月31日 | Noble               | 牡3  |          | J.White          | F.Neale              | Lord Clemont                                                           |
| 第8回   | 1787年5月24日 | Sir Peter Teazle    | 牡3  |          | S.Arnull         |                      | 第12代ダービー伯爵                                                     |
| 第9回   | 1788年5月8日  | Sir Thomas          | 牡3  |          | W.South          | F.Neale              | ウェールズ公ジョージ王子                                               |
| 第10回  | 1789年5月28日 | Skyscraper          | 牡3  |          | S.Chifney        | M.Stephenson         | 第5代ベドフォード公爵 en                                               |
| 第11回  | 1790年5月20日 | Rhadamanthus        | 牡3  |          | J.Arnull         | J.Pratt              | 初代グロヴナー伯爵 en                                                  |
| 第12回  | 1791年6月9日  | Eager               | 牡3  |          | M.Stephenson     | M.Stephenson         | 第5代ベドフォード公爵                                                  |
| 第13回  | 1792年5月24日 | John Bull           | 牡3  |          | F.Buckle         | J.Pratt              | 初代グロヴナー伯爵                                                     |
| 第14回  | 1793年5月16日 | Waxy                | 牡3  |          | B.Clift          | R.Robson             | サー・ファーディナンド・プール                                         |
| 第15回  | 1794年6月5日  | Daedalus            | 牡3  |          | F.Buckle         | J.Pratt              | 初代グロヴナー伯爵                                                     |
| 第16回  | 1795年5月21日 | Spread Eagle        | 牡3  |          | A.Wheatley       | R.Prince             | サー・フランク・スタンディッシュ                                       |
| 第17回  | 1796年5月12日 | Didelot             | 牡3  |          | J.Arnull         | R.Prince             | サー・フランク・スタンディッシュ                                       |
| 第18回  | 1797年6月1日  | （Unnamed）         | 牡3  |          | J.Singleton      | M.Stephenson         | 第5代ベドフォード公爵                                                  |
| 第19回  | 1798年5月24日 | Sir Harry           | 牡3  |          | S.Arnull         | F.Neale              | ジョゼフ・クックソン                                                   |
| 第20回  | 1799年5月9日  | Archduke            | 牡3  |          | J.Arnull         | R.Prince             | サー・フランク・スタンディッシュ                                       |
| 第21回  | 1800年5月29日 | Champion            | 牡3  |          | B.Clift          | T.Perren             | クリストファー・ウィルソン                                             |
| 第22回  | 1801年5月21日 | Eleanor             | 牝3  |          | J.Saunders       |                      | サー・チャールズ・バンベリー                                           |
| 第23回  | 1802年6月3日  | Tyrant              | 牡3  |          | F.Buckle         | R.Robson             | 第3代グラフトン公爵                                                    |
| 第24回  | 1803年5月26日 | Ditto               | 牡3  |          | B.Clift          | J.Lonsdale           | サー・ヘドワース・ウィリアムソン                                       |
| 第25回  | 1804年5月17日 | Hannibal            | 牡3  |          | B.Arnull         | F.Neale              | 第3代エグレモント伯爵                                                  |
| 第26回  | 1805年5月30日 | Cardinal Beaufort   | 牡3  |          | D.Fitzpatrick    | D.Boyce              | 第3代エグレモント伯爵                                                  |
| 第27回  | 1806年5月22日 | Paris               | 牡3  |          | J.Shepherd       | R.Prince             | 第3代フォーレー男爵 en                                                 |
| 第28回  | 1807年5月14日 | Election            | 牡3  |          | J.Arnull         | D.Boyce              | 第3代エグレモント伯爵                                                  |
| 第29回  | 1808年6月2日  | Pan                 | 牡3  |          | F.Collinson      | J.Lonsdale           | サー・ヘドワース・ウィリアムソン                                       |
| 第30回  | 1809年5月18日 | Pope                | 牡3  |          | T.Goodison       | R.Robson             | 第3代グラフトン公爵                                                    |
| 第31回  | 1810年6月7日  | Whalebone           | 牡3  |          | B.Clift          | R.Robson             | 第3代グラフトン公爵                                                    |
| 第32回  | 1811年5月30日 | Phantom             | 牡3  |          | F.Buckle         | J.Edwards            | サー・ジョン・シェリー                                                 |
| 第33回  | 1812年5月14日 | Octavius            | 牡3  |          | B.Arnull         | D.Boyce              | ロバート・ラドブローク                                                 |
| 第34回  | 1813年6月3日  | Smolensko           | 牡3  |          | T.Goodisson      | Crouch               | サー・チャールズ・バンベリー                                           |
| 第35回  | 1814年5月26日 | Blucher             | 牡3  |          | B.Arnull         | D.Boyce              | 第2代ストール男爵                                                      |
| 第36回  | 1815年5月25日 | Whisker             | 牡3  |          | T.Goodison       | R.Robson             | 第4代グラフトン公爵 en                                                 |
| 第37回  | 1816年5月30日 | Prince Leopold      | 牡3  |          | W.Wheatley       | W.Butler             | ヨーク公爵フレデリック王子                                             |
| 第38回  | 1817年5月22日 | Azor                | 牡3  |          | J.Robinson       | R.Robson             | J P.Young                                                              |
| 第39回  | 1818年5月28日 | Sam                 | 牡3  |          | S.Chifney jr.    | W.Chifney            | トーマス・ソーンヒル                                                   |
| 第40回  | 1819年5月27日 | Tiresias            | 牡3  |          | B.Clift          | R.Prince             | 第4代ポートランド公爵 en                                               |
| 第41回  | 1820年5月18日 | Sailor              | 牡3  |          | S.Chifney jr.    | W.Chifney            | トーマス・ソーンヒル                                                   |
| 第42回  | 1821年6月7日  | Gustavus            | 牡3  |          | S.Day            | Crouch               | ジョン・ハンター                                                       |
| 第43回  | 1822年5月23日 | Moses               | 牡3  |          | T.Goodison       | W.Butler             | ヨーク公爵フレデリック王子                                             |
| 第44回  | 1823年5月29日 | Emilius             | 牡3  |          | F.Buckle         | R.Robson             | ジョン・アドニー                                                       |
| 第45回  | 1824年6月3日  | Cedric              | 牡3  |          | J.Robinson       | J.Edwards            | サー・ジョン・シェリー                                                 |
| 第46回  | 1825年5月19日 | Middleton           | 牡3  |          | J.Robinson       | J.Edwards            | 第5代ジャージー伯爵 en                                                 |
| 第47回  | 1826年5月25日 | Lap-Dog             | 牡3  |          | G.Dockeary       | Bird                 | 第3代エグレモント伯爵                                                  |
| 第48回  | 1827年5月31日 | Mameluke            | 牡3  |          | J.Robinson       | J.Edwards            | 第5代ジャージー伯爵                                                    |
| 第49回  | 1828年5月22日 | Cadland             | 牡3  |          | J.Robinson       | D.Boyce              | 第5代ラトランド公爵 en                                                 |
| 第50回  | 1829年6月4日  | Frederick           | 牡3  |          | J.Forth          | J.Forth              | ウィリアム・グラトウィック                                             |
| 第51回  | 1830年5月27日 | Priam               | 牡3  |          | S.Day            | W.Chifney            | ウィリアム・チフニー                                                   |
| 第52回  | 1831年5月19日 | Spaniel             | 牡3  |          | W.Wheatley       |                      | ローサー子爵 en                                                        |
| 第53回  | 1832年6月7日  | St Giles            | 牡3  |          | B.Scott          |                      | ロバート・リズデイル                                                   |
| 第54回  | 1833年5月23日 | Dangerous           | 牡3  |          | J.Chapple        |                      | アイザック・サドラー                                                   |
| 第55回  | 1834年5月29日 | Plenipotentiary     | 牡3  |          | P.Conolly        |                      | スタンレイク・バトソン                                                 |
| 第56回  | 1835年6月4日  | Mundig              | 牡3  |          | B.Scott          | J.Scott              | ジョン・ボウズ en                                                      |
| 第57回  | 1836年5月19日 | Bay Middleton       | 牡3  |          | J.Robinson       | J.Edwards            | 第5代ジャージー伯爵                                                    |
| 第58回  | 1837年5月25日 | Phosphorus          | 牡3  |          | G.Edwards        |                      | 第9代バーナーズ男爵                                                    |
| 第59回  | 1838年5月30日 | Amato               | 牡3  |          | J.Chapple        | R.Sherwood           | サー・ギルバート・ヒースコート                                         |
| 第60回  | 1839年5月15日 | Bloomsbury          | 牡3  |          | S.Templeman      | W.Ridsdale           | ウィリアム・リズデイル                                                 |
| 第61回  | 1840年6月3日  | Little Wonder       | 牡3  |          | W.Macdonald      | J.Forth              | デイヴィッド・ロバートソン                                             |
| 第62回  | 1841年5月26日 | Coronation          | 牡3  |          | P.Conolly        |                      | エイブラハム・ローリンソン                                             |
| 第63回  | 1842年5月25日 | Attila              | 牡3  |          | B.Scott          | J.Scott              | J.Peel                                                                 |
| 第64回  | 1843年5月31日 | Cotherstone         | 牡3  |          | B.Scott          | J.Scott              | ジョン・ボウズ                                                         |
| 第65回  | 1844年5月22日 | Orlando             | 牡3  |          | N.Flatman        | Cooper               | ジョナサン・ピール en                                                  |
| 第66回  | 1845年5月28日 | The Merry Monarch   | 牡3  |          | F.Bell           | J.Scott              | G.Gratwicke                                                            |
| 第67回  | 1846年5月27日 | Pyrrhus the First   | 牡3  | 2:55     | S.Day            | J.Day                | ジョン・ガリー en                                                      |
| 第68回  | 1847年5月19日 | Cossack             | 牡3  | 2:52     | S.Templeman      | J.Day jr.            | T・H・ペドレイ                                                         |
| 第69回  | 1848年5月24日 | Surplice            | 牡3  | 2:48     | S.Templeman      | J.Kent               | 第3代クリフトゥン子爵 en                                               |
| 第70回  | 1849年5月23日 | The Flying Dutchman | 牡3  | 3:00     | C.Marlow         | J.Fobert             | 第13代エグリントン伯爵 en                                              |
| 第71回  | 1850年5月29日 | Voltigeur           | 牡3  | 2:50     | J.Marson         | R.Hill               | 第2代ゼットランド伯爵                                                  |
| 第72回  | 1851年5月21日 | Teddington          | 牡3  | 2:51     | J.Marson         |                      | サー・ジョゼフ・ハーレイ                                               |
| 第73回  | 1852年5月26日 | Daniel O'Rourke     | 牡3  | 3:20     | F.Butler         | J.Scott              | ジョン・ボウズ                                                         |
| 第74回  | 1853年5月25日 | West Australian     | 牡3  | 2:55     | F.Butler         | J.Scott              | ジョン・ボウズ                                                         |
| 第75回  | 1854年5月31日 | Andover             | 牡3  | 2:52     | A.Day            | J.Day jr.            | ジョン・ガリー                                                         |
| 第76回  | 1855年5月23日 | Wild Dayrell        | 牡3  | 2:54     | R.Sherwood       | Rickaby              | フランシス・ポップハム                                                 |
| 第77回  | 1856年5月28日 | Ellington           | 牡3  | 3:04     | T.Aldcroft       | T.Dawson             | オクタヴィウス・ヴァーノン・ハーコート en                              |
| 第78回  | 1857年5月27日 | Blink Bonny         | 牝3  | 2:45     | J.Charlton       | W.I'Anson            | ウィリアム・イアンソン                                                 |
| 第79回  | 1858年5月19日 | Beadsman            | 牡3  | 2:54     | J.Wells          | G.Manning            | サー・ジョゼフ・ハーレイ                                               |
| 第80回  | 1859年6月1日  | Musjid              | 牡3  | 2:59     | J.Wells          | G.Manning            | サー・ジョゼフ・ハーレイ                                               |
| 第81回  | 1860年5月23日 | Thormanby           | 牡3  | 2:55     | H.Custance       | M.Dawson             | ジェイムズ・メリー                                                     |
| 第82回  | 1861年5月29日 | Kettledrum          | 牡3  | 2:45     | R.Bullcok        | Oates                | チャールズ・タウンリー                                                 |
| 第83回  | 1862年6月4日  | Caractacus          | 牡3  | 2:45     | J.Parsons        | R.Smith              | チャールズ・スニューイング                                             |
| 第84回  | 1863年5月20日 | Macaroni            | 牡3  | 2:50     | T.Chaloner       | Gooding              | リチャード・ネイラー                                                   |
| 第85回  | 1864年5月25日 | Blair Athol         | 牡3  | 2:43     | J.Snowden        | W.I'Anson            | ウィリアム・イアンソン                                                 |
| 第86回  | 1865年5月31日 | Gladiateur          | 牡3  | 2:46     | H.Grimshaw       | T.Jennings           | フレデリック・ド・ラグランジュ伯爵                                     |
| 第87回  | 1866年5月16日 | Lord Lyon           | 牡3  | 2:50     | H.Custance       | J.Dover              | リチャード・サットン                                                   |
| 第88回  | 1867年5月22日 | Hermit              | 牡3  | 2:46     | J.Daley          | Bloss                | ヘンリー・チャップリン                                                 |
| 第89回  | 1868年5月27日 | Blue Gown           | 牡3  | 2:50     | J.Wells          | J.Porter             | サー・ジョゼフ・ハーレイ                                               |
| 第90回  | 1869年5月26日 | Pretender           | 牡3  | 2:52     | J.Osborne        | T.Dawson             | ジョン・ジョンストン                                                   |
| 第91回  | 1870年6月1日  | Kingcraft           | 牡3  | 2:45     | T.French         | M.Dawson             | 第6代ファルマス子爵                                                    |
| 第92回  | 1871年5月24日 | Favonius            | 牡3  | 2:50     | T.French         | J.Hayhoe             | メイヤー・アムシェル・ド・ロスチャイルド男爵                           |
| 第93回  | 1872年5月29日 | Cremorne            | 牡3  | 2:45     | C.Maiment        | W.Gilbert            | ヘンリー・サヴィル                                                     |
| 第94回  | 1873年5月28日 | Doncaster           | 牡3  | 2:50     | F.Webb           | R.Peck               | ジェイムズ・メリー                                                     |
| 第95回  | 1874年6月3日  | George Frederick    | 牡3  | 2:46     | H.Custance       | T.Leader             | W・S・カートライト                                                     |
| 第96回  | 1875年5月26日 | Galopin             | 牡3  | 2:48     | J.Morris         | J.Dawson             | バッチャーニ・グスターフ伯爵                                           |
| 第97回  | 1876年5月31日 | Kisber              | 牡3  | 2:44     | C.Maidment       | J.Hayhoe             | A.Baltazzi hu                                                          |
| 第98回  | 1877年5月30日 | Silvio              | 牡3  | 2:50     | F.Archer         | M.Dawson             | 第6代ファルマス子爵                                                    |
| 第99回  | 1878年6月5日  | Sefton              | 牡3  | 2:56     | H.Constable      | A.Taylor             | ウィリアム・スターリング・クロフォード                                 |
| 第100回 | 1879年5月28日 | Sir Bevys           | 牡3  | 3:02     | G.Fordham        | J.Hayhoe             | アクトン氏                                                             |
| 第101回 | 1880年5月26日 | Bend Or             | 牡3  | 2:46     | F.Archer         | R.Peck               | 初代ウェストミンスター公爵                                             |
| 第102回 | 1881年6月1日  | Iroquois            | 牡3  | 2:50     | F.Archer         | J.Pincus             | ピエール・ロリラード4世 en                                             |
| 第103回 | 1882年5月24日 | Shotover            | 牝3  | 2:45     | T.Cannon         | J.Porter             | 初代ウェストミンスター公爵                                             |
| 第104回 | 1883年5月23日 | St Blaise           | 牡3  | 2:48     | T.Cannon         | J.Porter             | サー・フレデリック・ジョンストン                                       |
| 第105回 | 1884年5月28日 | Harvester           | 牡3  | 2:46     | C.Wood           | R.Sherwoood          | Sir L.Willoughby                                                       |
| 第105回 | 1884年5月28日 | St Gatien           | 牡3  | 2:46     | S.Loates         | J.Jewitt             | ジャック・ハモンド                                                     |
| 第106回 | 1885年6月3日  | Melton              | 牡3  | 2:44     | F.Archer         | M.Dawson             | 第20代ヘイスティングス男爵                                             |
| 第107回 | 1886年5月26日 | Ormonde             | 牡3  | 2:45     | F.Archer         | J.Porter             | 初代ウェストミンスター公爵                                             |
| 第108回 | 1887年5月25日 | Merry Hampton       | 牡3  | 2:43     | J.Watts          | M.Gurry              | Lord Abington                                                          |
| 第109回 | 1888年5月30日 | Ayrshire            | 牡3  | 2:43     | F.Barrett        | G.Dawson             | 第6代ポートランド公爵                                                  |
| 第110回 | 1889年6月5日  | Donovan             | 牡3  | 2:43     | T.Loates         | G.Dawson             | 第6代ポートランド公爵                                                  |
| 第111回 | 1890年6月4日  | Sainfoin            | 牡3  | 2:49     | J.Watts          | J.Porter             | サー・ジェイムズ・ミラー                                               |
| 第112回 | 1891年5月27日 | Common              | 牡3  | 2:56     | G.Barrett        | J.Porter             | サー・フレデリック・ジョンストン                                       |
| 第113回 | 1892年6月1日  | Sir Hugo            | 牡3  | 2:44     | F.Allsopp        | T.Wadlow             | 第3代ブラッドフォード伯爵                                              |
| 第114回 | 1893年5月31日 | Isinglass           | 牡3  | 2:43     | T.Loates         | J.Jewitt             | ハリー・マッカルモント en                                              |
| 第115回 | 1894年6月6日  | Ladas               | 牡3  | 2:45     | J.Watts          | M.Dawson             | 第5代ローズベリー伯爵                                                  |
| 第116回 | 1895年5月29日 | Sir Visto           | 牡3  | 2:43     | S.Loates         | M.Dawson             | 第5代ローズベリー伯爵                                                  |
| 第117回 | 1896年6月3日  | Persimmon           | 牡3  | 2:42     | J.Watts          | R.Marsh              | ウェールズ公エドワード王子                                             |
| 第118回 | 1897年6月2日  | Galtee More         | 牡3  | 2:44     | C.Wood           | S.Darling            | ジョン・ガビンズ                                                       |
| 第119回 | 1898年5月25日 | Jeddah              | 牡3  | 2:47     | O.Madden         | R.Marsh              | ジェイムズ・ラーナック                                                 |
| 第120回 | 1899年5月31日 | Flying Fox          | 牡3  | 2:42     | M.Cannon         | J.Porter             | 初代ウェストミンスター公爵                                             |
| 第121回 | 1900年5月30日 | Diamond Jubilee     | 牡3  | 2:42     | H.Jones          | R.Marsh              | ウェールズ公エドワード王子                                             |
| 第122回 | 1901年6月5日  | Volodyovski         | 牡3  | 2:40 4/5 | L.Reiff          | J.Huggins            | ウィリアム・コリンズ・ホイットニー                                     |
| 第123回 | 1902年6月4日  | Ard Patrick         | 牡3  | 2:42 1/5 | S.Martin         | S.Darling            | ジョン・ガビンズ                                                       |
| 第124回 | 1903年5月27日 | Rock Sand           | 牡3  | 2:42 4/5 | D.Maher          | G.Blackwell          | サー・ジェイムズ・ミラー                                               |
| 第125回 | 1904年6月1日  | St Amant            | 牡3  | 2:45 2/5 | K.Cannon         | A.Hayhoe             | レオポルド・ド・ロスチャイルド                                         |
| 第126回 | 1905年5月31日 | Cicero              | 牡3  | 2:39 3/5 | D.Maher          | P.Peck               | 第5代ローズベリー伯爵                                                  |
| 第127回 | 1906年5月30日 | Spearmint           | 牡3  | 2:36 4/5 | D.Maher          | P.Gilpin             | ユーステス・ローダー                                                   |
| 第128回 | 1907年6月5日  | Orby                | 牡3  | 2:44 0/5 | J.Reiff          | F.McCabe             | リチャード・クローカー en                                              |
| 第129回 | 1908年6月3日  | Signorinetta        | 牝3  | 2:39 4/5 | B.Bullock        | C.Ginistrelli        | エドアルド・ジニストレーリ                                             |
| 第130回 | 1909年5月26日 | Minoru              | 牡3  | 2:42 2/5 | H.Jones          | R.Marsh              | イギリス王エドワード7世                                                |
| 第131回 | 1910年6月1日  | Lemberg             | 牡3  | 2:35 1/5 | B.Dillon         | A.Taylor             | アルフレッド・コックス                                                 |
| 第132回 | 1911年5月31日 | Sunstar             | 牡3  | 2:36 4/5 | G.Stern          | C.Morton             | ジャック・B・ジョエル                                                  |
| 第133回 | 1912年6月5日  | Tagalie             | 牝3  | 2:38 4/5 | J.Reiff          | D.Waugh              | ウォルター・ラファエル                                                 |
| 第134回 | 1913年6月4日  | Aboyeur             | 牡3  | 2:37 3/5 | E.Piper          | T.Lewis              | アラン・カンリフ                                                       |
| 第135回 | 1914年5月27日 | Durbar II           | 牡3  | 2:36 2/5 | M.McGee          | T.Murphy             | ハーマン・デュリエ en                                                  |
| 第136回 | 1915年6月15日 | Pommern             | 牡3  | 2:32 3/5 | S.Donoghue       | C.Peck               | ソロモン・ジョエル en                                                  |
| 第137回 | 1916年5月30日 | Fifinella           | 牝3  | 2:36 3/5 | J.Childs         | D.Dawson             | サー・エドワード・ハルトン en                                          |
| 第138回 | 1917年7月31日 | Gay Crusader        | 牡3  | 2:40 3/5 | S.Donoghue       | A.Taylor             | アルフレッド・コックス                                                 |
| 第139回 | 1918年6月4日  | Gainsborough        | 牡3  | 2:33 1/5 | J.Childs         | A.Taylor             | Lady J.Douglas                                                         |
| 第140回 | 1919年6月4日  | Grand Parade        | 牡3  | 2:35 4/5 | F.Templeman      | F.Barling            | 初代グランリー男爵 en                                                  |
| 第141回 | 1920年6月2日  | Spion Kop           | 牡3  | 2:34 4/5 | F.O'Neil         | P.Gilpin             | ジャイルズ・ローダー                                                   |
| 第142回 | 1921年6月1日  | Humorist            | 牡3  | 2:36 1/5 | S.Donoghue       | C.Morton             | ジャック・B・ジョエル                                                  |
| 第143回 | 1922年5月31日 | Captain Cuttle      | 牡3  | 2:34 3/5 | S.Donoghue       | F.Darling            | 初代ウーラヴィントン男爵 en                                            |
| 第144回 | 1923年6月6日  | Papyrus             | 牡3  | 2:38 0/5 | S.Donoghue       | B.Jarvis             | ベン・アイリッシュ                                                     |
| 第145回 | 1924年6月4日  | Sansovino           | 牡3  | 2:46 3/5 | T.Weston         | G.Lambton            | 第17代ダービー伯爵                                                     |
| 第146回 | 1925年5月27日 | Manna               | 牡3  | 2:40 3/5 | S.Donoghue       | F.Darling            | ヘンリー・E・モリス                                                    |
| 第147回 | 1926年6月2日  | Coronach            | 牡3  | 2:47 4/5 | J.Childs         | F.Darling            | 初代ウーラヴィントン男爵                                               |
| 第148回 | 1927年6月1日  | Call Boy            | 牡3  | 2:34 2/5 | C.Elliot         | J.Watts              | フランク・カーゾン en                                                  |
| 第149回 | 1928年6月6日  | Felstead            | 牡3  | 2:34 4/5 | H.Wragg          | O.Bell               | サー・ヒューゴー・カンリフ=オーエン en                                 |
| 第150回 | 1929年6月5日  | Trigo               | 牡3  | 2:36 2/5 | J.Marshall       | D.Dawson             | ウィリアム・バーネット                                                 |
| 第151回 | 1930年6月4日  | Blenheim            | 牡3  | 2:38 1/5 | H.Wragg          | D.Dawson             | アーガー・ハーン3世                                                    |
| 第152回 | 1931年6月3日  | Cameronian          | 牡3  | 2:36 3/5 | F.Fox            | F.Darling            | アーサー・デュワー                                                     |
| 第153回 | 1932年6月1日  | April the Fifth     | 牡3  | 2:43 1/5 | F.Lane           | T.Walls              | トム・ウォールズ en                                                    |
| 第154回 | 1933年5月31日 | Hyperion            | 牡3  | 2:34 0/5 | T.Weston         | G.Lambton            | 第17代ダービー伯爵                                                     |
| 第155回 | 1934年6月6日  | Windsor Lad         | 牡3  | 2:34 0/5 | C.Smirke         | M.Marsh              | ラージピープラ藩王マハラナ・チャートラスィングジ                       |
| 第156回 | 1935年6月5日  | Bahram              | 牡3  | 2:36 0/5 | F.Fox            | F.Butters            | アーガー・ハーン3世                                                    |
| 第157回 | 1936年5月27日 | Mahmoud             | 牡3  | 2:33 4/5 | C.Smirke         | F.Butters            | アーガー・ハーン3世                                                    |
| 第158回 | 1937年6月2日  | Mid-Day Sun         | 牡3  | 2:37 3/5 | M.Beary          | F.Butters            | レティス・メアリ・ミラー                                               |
| 第159回 | 1938年6月1日  | Bois Roussel        | 牡3  | 2:39 1/5 | C.Elliot         | F.Darling            | ピーター・ベイティ                                                     |
| 第160回 | 1939年5月24日 | Blue Peter          | 牡3  | 2:36 4/5 | E.Smith          | J.Jarvis             | 第6代ローズベリー伯爵 en                                               |
| 第161回 | 1940年6月12日 | Pont L'Eveque       | 牡3  | 2:30 4/5 | S.Wragg          | F.Darling            | フレッド・ダーリング                                                   |
| 第162回 | 1941年6月18日 | Owen Tudor          | 牡3  | 2:32 0/5 | W.Nevett         | F.Darling            | キャサリン・マクドナルド=ブキャナン                                    |
| 第163回 | 1942年6月13日 | Watling Street      | 牡3  | 2:29 3/5 | H.Wragg          | W.Earl               | 第17代ダービー伯爵                                                     |
| 第164回 | 1943年6月19日 | Straight Deal       | 牡3  | 2:30 2/5 | T.Carey          | W.Nightingall        | ドロシー・パジェット en                                                |
| 第165回 | 1944年6月17日 | Ocean Swell         | 牡3  | 2:31 0/5 | W.Nevett         | J.Jarvis             | 第6代ローズベリー伯爵                                                  |
| 第166回 | 1945年6月9日  | Dante               | 牡3  | 2:26 3/5 | W.Nevett         | M.Peacock            | サー・エリック・オールソン                                             |
| 第167回 | 1946年6月5日  | Airborne            | 牡3  | 2:44 3/5 | T.Lowrey         | D.Perryman           | ジョン・E・ファーガソン                                                |
| 第168回 | 1947年6月7日  | Pearl Diver         | 牡3  | 2:38 2/5 | G.Bridgland      | P.Carter             | ジョフロワ・ド・ワルドナー男爵                                         |
| 第169回 | 1948年6月5日  | My Love             | 牡3  | 2:40 0/5 | R.Johnstone      | R.Carver             | Aga Khan III                                                           |
| 第170回 | 1949年6月4日  | Nimbus              | 牡3  | 2:42 0/5 | C.Elliot         | G.Colling            | マリオン・グレニスター                                                 |
| 第171回 | 1950年5月27日 | Galcador            | 牡3  | 2:36 3/5 | R.Johnstone      | C.Semblat            | マルセル・ブサック                                                     |
| 第172回 | 1951年5月30日 | Arctic Prince       | 牡3  | 2:39 2/5 | C.Spares         | W.Stephenson         | ジョゼフ・マクグレース en                                              |
| 第173回 | 1952年5月28日 | Tulyar              | 牡3  | 2:36 2/5 | C.Smirke         | M.Marsh              | アーガー・ハーン3世                                                    |
| 第174回 | 1953年6月6日  | Pinza               | 牡3  | 2:35 3/5 | G.リチャーズ     | N.Bertie             | サー・ヴィクター・サスーン en                                          |
| 第175回 | 1954年6月2日  | Never Say Die       | 牡3  | 2:35 4/5 | L.ピゴット       | J.Lawson             | ロバート・スターリング・クラーク                                       |
| 第176回 | 1955年5月25日 | Phil Drake          | 牡3  | 2:39 4/5 | F.Palmer         | F.Mathet             | スージー・ヴォルテッラ                                                 |
| 第177回 | 1956年6月6日  | Lavandin            | 牡3  | 2:36 2/5 | R.Johnstone      | A.Head               | ピエール・ヴェルテメール en                                            |
| 第178回 | 1957年6月5日  | Crepello            | 牡3  | 2:35 2/5 | L.ピゴット       | N.Murless            | サー・ヴィクター・サスーン                                             |
| 第179回 | 1958年6月4日  | Hard Ridden         | 牡3  | 2:41 1/5 | C.Smirke         | N.Rogers             | サー・ヴィクター・サスーン                                             |
| 第180回 | 1959年6月3日  | Parthia             | 牡3  | 2:36 0/5 | W.H.Carr         | C.B-Rochfort         | サー・ハンフリー・ドゥ・トラフォード en                                |
| 第181回 | 1960年6月1日  | St Paddy            | 牡3  | 2:35 3/5 | L.ピゴット       | N.Murless            | サー・ヴィクター・サスーン                                             |
| 第182回 | 1961年5月31日 | Psidium             | 牡3  | 2:36.5   | R.Poincelet      | H.Wragg              | エッティ・プレシュ en                                                  |
| 第183回 | 1962年6月6日  | Larkspur            | 牡3  | 2:37.3   | N.Sellwood       | V.オブライエン       | Powhatan Stable                                                        |
| 第184回 | 1963年5月29日 | Relko               | 牡3  | 2:39.4   | Y.サンマルタン   | F.Mathet             | F.Dupre                                                                |
| 第185回 | 1964年6月3日  | Santa Claus         | 牡3  | 2:41.98  | S.Breasley       | M.Rogers             | ジョン・イズメイ                                                       |
| 第186回 | 1965年6月2日  | Sea Bird            | 牡3  | 2:38.41  | T.P.Glennon      | E.Pollet             | ジャン・テルニンク                                                     |
| 第187回 | 1966年5月25日 | Charlottown         | 牡3  | 2:37.63  | S.Breasley       | G.Smyth              | ジア・ワーナー en                                                      |
| 第188回 | 1967年6月7日  | Royal Palace        | 牡3  | 2:38.30  | ジョージ・ムーア | N.Murless            | ジム・ジョエル                                                         |
| 第189回 | 1968年5月29日 | Sir Ivor            | 牡3  | 2:38.73  | L.ピゴット       | V.オブライエン       | Powhatan Stable                                                        |
| 第190回 | 1969年6月4日  | Blakeney            | 牡3  | 2:40.30  | E.Johnson        | A.Budgett            | アーサー・M・バジェット                                                |
| 第191回 | 1970年6月3日  | Nijinsky            | 牡3  | 2:34.68  | L.ピゴット       | V.オブライエン       | チャールズ・W・エンゲルハード・ジュニア                                |
| 第192回 | 1971年6月2日  | Mill Reef           | 牡3  | 2:37.14  | G.Lewis          | I.Balding            | Rokeby Stable                                                          |
| 第193回 | 1972年6月7日  | Roberto             | 牡3  | 2:36.09  | L.ピゴット       | V.オブライエン       | Darby Dan Farm                                                         |
| 第194回 | 1973年6月6日  | Morston             | 牡3  | 2:35.92  | E.Hide           | A.Budgett            | アーサー・M・バジェット                                                |
| 第195回 | 1974年6月5日  | Snow Knight         | 牡3  | 2:35.04  | B.Taylor         | P.Nelson             | N.Phillips & Windfields Farm                                           |
| 第196回 | 1975年6月4日  | Grundy              | 牡3  | 2:35.35  | P.エデリー       | P.Walwyn             | Scuderia Vittadini Sociedad Regular Colectiva                          |
| 第197回 | 1976年6月2日  | Empery              | 牡3  | 2:35.69  | L.ピゴット       | M.Zilber             | ネルソン・バンカー・ハント en                                          |
| 第198回 | 1977年6月1日  | The Minstrel        | 牡3  | 2:36.44  | L.ピゴット       | V.オブライエン       | ロバート・サングスター en                                              |
| 第199回 | 1978年6月7日  | Shirley Heights     | 牡3  | 2:35.30  | G.スターキー     | J.ダンロップ         | 第2代ハリファックス伯爵 en                                             |
| 第200回 | 1979年6月6日  | Troy                | 牡3  | 2:36.59  | W.カーソン       | W.Hern               | マイケル・ソベル en アーノルド・ウェインストック en                    |
| 第201回 | 1980年6月4日  | Henbit              | 牡3  | 2:34.77  | W.カーソン       | W.Hern               | Mr A.Plesch                                                            |
| 第202回 | 1981年6月3日  | Shergar             | 牡3  | 2:44.21  | W.スウィンバーン | M.スタウト           | アーガー・ハーン4世                                                    |
| 第203回 | 1982年6月2日  | Golden Fleece       | 牡3  | 2:34.27  | P.エデリー       | V.オブライエン       | ロバート・サングスター                                                 |
| 第204回 | 1983年6月1日  | Teenoso             | 牡3  | 2:49.07  | L.ピゴット       | G.Wragg              | エリック・モラー                                                       |
| 第205回 | 1984年6月6日  | Secreto             | 牡3  | 2:39.12  | C.ロシェ         | D.O'Brien            | ルイージ・ミリティ                                                     |
| 第206回 | 1985年6月5日  | Slip Anchor         | 牡3  | 2:36.23  | S.コーゼン       | H.セシル             | 第9代ハワード・ドゥ・ウォールデン男爵                                  |
| 第207回 | 1986年6月4日  | Shahrastani         | 牡3  | 2:37.13  | W.スウィンバーン | M.スタウト           | アーガー・ハーン4世                                                    |
| 第208回 | 1987年6月3日  | Reference Point     | 牡3  | 2:33.90  | S.コーゼン       | H.セシル             | ルイス・フリードマン                                                   |
| 第209回 | 1988年6月1日  | Kahyasi             | 牡3  | 2:33.84  | R.コクレーン     | L.クマーニ           | アーガー・ハーン4世                                                    |
| 第210回 | 1989年6月7日  | Nashwan             | 牡3  | 2:34.90  | W.カーソン       | W.Hern               | ハムダン・ビン=ラーシド・アール=マクトゥーム en                        |
| 第211回 | 1990年6月6日  | Quest for Fame      | 牡3  | 2:37.26  | P.エデリー       | R.チャールトン       | ハーリド・ビン・アブドゥッラー王子                                     |
| 第212回 | 1991年6月5日  | Generous            | 牡3  | 2:34.00  | A.ムンロ         | P.コール             | ファハド・ビン=サルマーン・アブドゥル=アズィーズ・アール=サウード en   |
| 第213回 | 1992年6月3日  | Dr Devious          | 牡3  | 2:36.19  | J.リード         | P.チャップルハイアム | シドニー・クレイグ en                                                  |
| 第214回 | 1993年6月2日  | Commander in Chief  | 牡3  | 2:34.51  | M.キネーン       | H.セシル             | ハーリド・ビン・アブドゥッラー王子                                     |
| 第215回 | 1994年6月1日  | Erhaab              | 牡3  | 2:34.16  | W.カーソン       | J.ダンロップ         | ハムダン・ビン=ラーシド・アール=マクトゥーム                           |
| 第216回 | 1995年6月10日 | Lammtarra           | 牡3  | 2:32.31  | W.スウィンバーン | S.ビン・スルール     | サイード・ビン=マクトゥーム・アール=マクトゥーム en                    |
| 第217回 | 1996年6月8日  | Shaamit             | 牡3  | 2:35.05  | M.ヒルズ         | W.ハガス             | ハリーファ・ダスマル                                                   |
| 第218回 | 1997年6月7日  | Benny the Dip       | 牡3  | 2:35.77  | W.ライアン       | J.ゴスデン           | L.Knight & Claiborne Farm                                              |
| 第219回 | 1998年6月6日  | High-Rise           | 牡3  | 2:33.88  | O.ペリエ         | L.クマーニ           | ムハンマド・オベイド・アール=マクトゥーム                              |
| 第220回 | 1999年6月5日  | Oath                | 牡3  | 2:37.43  | K.ファロン       | H.セシル             | サラブレッド・コーポレーション en                                      |
| 第221回 | 2000年6月10日 | Sinndar             | 牡3  | 2:36.75  | J.ムルタ         | J.オックス           | アーガー・ハーン4世                                                    |
| 第222回 | 2001年6月9日  | Galileo             | 牡3  | 2:33.27  | M.キネーン       | A.オブライエン       | スーザン・マグナー                                                     |
| 第223回 | 2002年6月8日  | High Chaparral      | 牡3  | 2:39.45  | J.ムルタ         | A.オブライエン       | マイケル・テイバー                                                     |
| 第224回 | 2003年6月7日  | Kris Kin            | 牡3  | 2:33.35  | K.ファロン       | M.スタウト           | サイード・スハイル                                                     |
| 第225回 | 2004年6月5日  | North Light         | 牡3  | 2:33.72  | K.ファロン       | M.スタウト           | バリーマコール・スタッド                                               |
| 第226回 | 2005年6月4日  | Motivator           | 牡3  | 2:35.69  | J.ムルタ         | M.Bell               | ロイヤル・アスコット・レーシング・クラブ                               |
| 第227回 | 2006年6月3日  | Sir Percy           | 牡3  | 2:35.23  | M.ドワイヤー     | M.Tregoning          | アンソニー・パケナム                                                   |
| 第228回 | 2007年6月2日  | Authorized          | 牡3  | 2:34.77  | L.デットーリ     | P.チャップルハイアム | サレハ・アル=ホマイジ イマード・アル=サガール                          |
| 第229回 | 2008年6月7日  | New Approach        | 牡3  | 2:36.50  | K.マニング       | J.ボルジャー         | Mrs. J.Bolger                                                          |
| 第230回 | 2009年6月6日  | Sea the Stars       | 牡3  | 2:36.74  | M.キネーン       | J.オックス           | クリストファー・ツイ                                                   |
| 第231回 | 2010年6月5日  | Workforce           | 牡3  | 2:31.33  | R.ムーア         | M.スタウト           | ハーリド・ビン・アブドゥッラー王子                                     |
| 第232回 | 2011年6月4日  | Pour Moi            | 牡3  | 2:34.54  | M.バルザローナ   | A.ファー             | ジョン・マグナー夫人、マイケル・テイバー、デレック・スミス             |
| 第233回 | 2012年6月2日  | Camelot             | 牡3  | 2:33.90  | J.オブライエン   | A.オブライエン       | デレック・スミス、ジョン・マグナー夫人、マイケル・テイバー             |
| 第234回 | 2013年6月1日  | Ruler of the World  | 牡3  | 2:39.06  | R.ムーア         | A.オブライエン       | ジョン・マグナー夫人、マイケル・テイバー、デレック・スミス             |
| 第235回 | 2014年6月7日  | Australia           | 牡3  | 2:33:63  | J.オブライエン   | A.オブライエン       | レック・スミス、ジョン・マグナー夫人、マイケル・テイバー, T.Ah Khing   |
| 第236回 | 2015年6月6日  | Golden Horn         | 牡3  | 2:32:32  | L.デットーリ     | J.ゴスデン           | A.Oppenheimer                                                          |
| 第237回 | 2016年6月4日  | Harzand             | 牡3  | 2:40.09  | P.スマレン       | D.ウェルド           | アーガー・ハーン4世                                                    |
| 第238回 | 2017年6月3日  | Wings of Eagles     | 牡3  | 2:33.02  | P.ベギー         | A.オブライエン       | レック・スミス、ジョン・マグナー夫人、マイケル・テイバー               |
| 第239回 | 2018年6月2日  | Masar               | 牡3  | 2:34.93  | W.ビュイック     | C.アップルビー       | ゴドルフィン                                                           |
| 第240回 | 2019年6月1日  | Anthony Van Dyck    | 牡3  | 2:33.38  | S.ヘファナン     | A.オブライエン       | デレック・スミス、ジョン・マグナー夫人、マイケル・テイバー             |
| 第241回 | 2020年7月4日  | Serpentine          | 牡3  | 2:34.43  | E.マクナマラ     | A.オブライエン       | レック・スミス、ジョン・マグナー夫人、マイケル・テイバー               |
| 第242回 | 2021年6月5日  | Adayar              | 牡3  | 2:36.85  | A.カービー       | C.アップルビー       | ゴドルフィン                                                           |
| 第243回 | 2022年6月4日  | Desert Crown        | 牡3  | 2:36.38  | R.キングスコート | M.スタウト           | Saeed Suhail                                                           |
| 第244回 | 2023年6月3日  | Auguste Rodin       | 牡3  | 2:33.88  | R.ムーア         | A.オブライエン       | レック・スミス、ジョン・マグナー夫人、マイケル・テイバー / Westernberg |
| 第245回 | 2024年6月1日  | City Of Troy        | 牡3  | 2:38.32  | R.ムーア         | A.オブライエン       | レック・スミス、ジョン・マグナー夫人、マイケル・テイバー               |
| 第246回 | 2025年6月7日  | Lambourn            | 牡3  | 2:38.50  | W.ローダン       | A.オブライエン       | レック・スミス、ジョン・マグナー夫人、マイケル・テイバー               |

## 記録
- 最多勝利騎手 - 9勝
  - レスター・ピゴット（1954、1957、1960、1968、1970、1972、1976、1977、1983）
- 最多連覇騎手 - 3連覇
  - Steve Donoghue（1921 - 23）
- 最多勝利調教師 - 11勝
  - エイダン・オブライエン（2001、2002、2012、2013、2014、2017、2019、2020、2023、2024、2025）
- 最多出走頭数 - 34頭（1862）[16]
- 最少出走頭数 - 4頭（1794）[16]
- 牝馬の勝利 - 6頭
  - Eleanor（1801）、Blink Bonny（1857）、Shotover（1882）、Signorinetta（1908）、Tagalie（1912）、Fifinella（1916）